# انحناء (ميكانيكا)

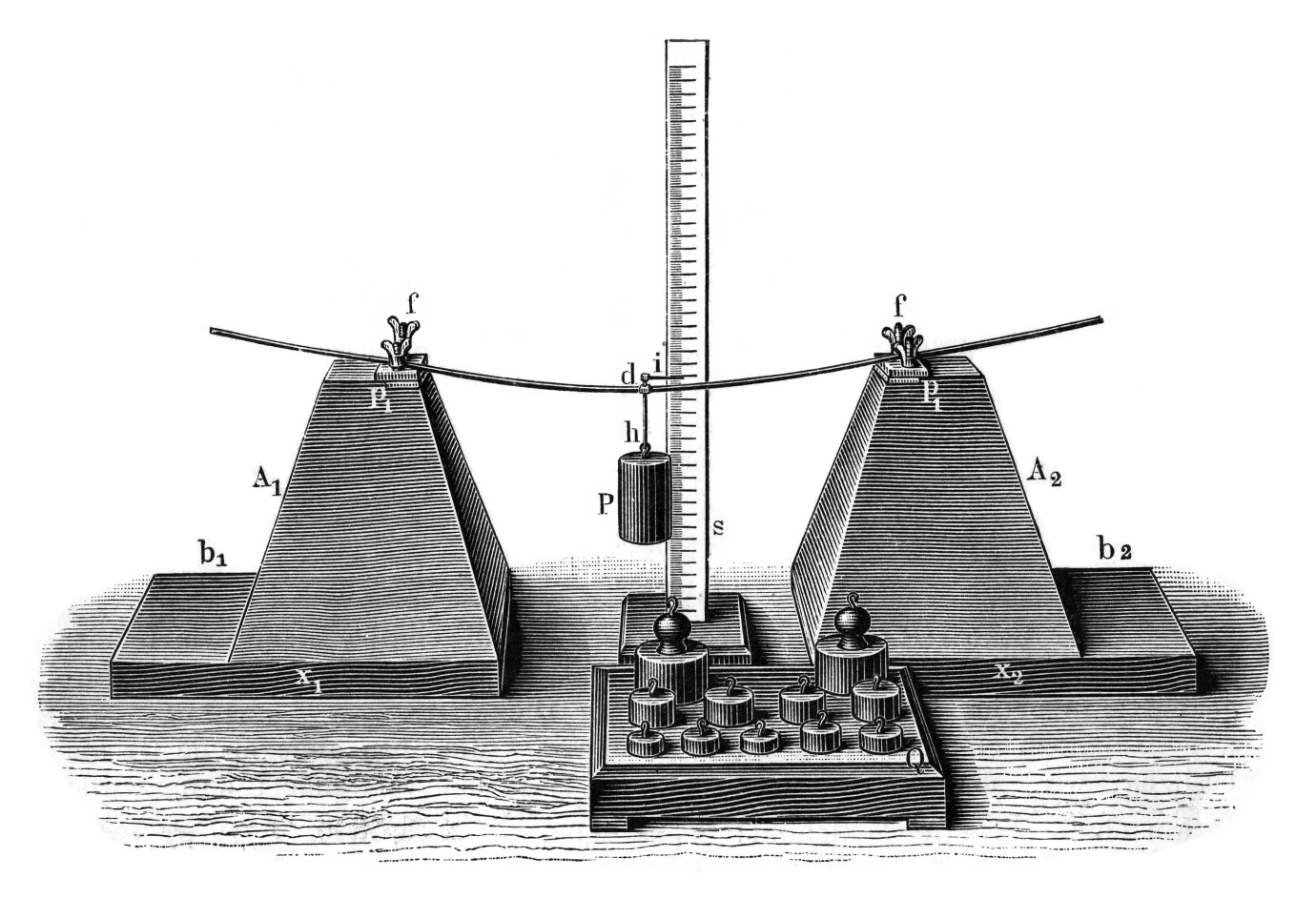
تجربة لتعيين قانون الانحناء (هولتزتيش 1897)

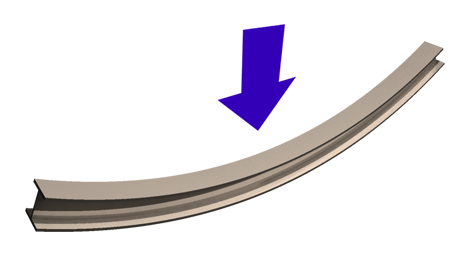
انحناء جائز ذي مقطع من نوع.

في الهندسة الميكانيكية، يطلق مصطلح انحناء على عنصر هيكلي طويل يخضع لإجهاد خارجي عمودي على المحور الطولي للعنصر. مثل مسطرة مثبتة من إحدى طرفيها على منضدة بمسمار مثلا، وتعليق ثقل على طرفها الآخر. يحدث أن تنحنى المسطرة بقدر ما وتتخذ شكلا معينا، ويزداد انحناءها كلما زاد الثقل. يفترض العنصر الهيكلي بحيث يكون أحد أبعاده على الأقل صغيرا، عادة 1/10 أو أقل من البعدين الآخرين. عندما يكون الطول أكثر بمقدار ملحوظ من العرض والسماكة، يسمى العنصر «جائز». يعتبر قضيب تعليق الملابس مثالاً معتاداً على جائز تحت تأثير الانحناء.
في مثالنا السابق في ِشأن المسطرة المثبة على منضدة، يزداد انحناء المسطرة بزيادة الثقل؛ وعند وصول الثقل إلى حد معين تنكسر المسطرة، وهذ هو ما يسمى «حد الكسر».

## نظرية الانحناء لأويلر-بيرنولي

عنصر من جائز منحني: ألياف الجائز تشكل أقواسا متمركزة وتتعرض الألياف العلوية إلى إجهادات ضغط، وتتعرض الألياف السفلية إلى إجهادات شد.

يقتضي الافتراض في نظرية أويلر-بيرنولي للجائز الرفيع أنّ المقطع المستوي يظل مستوياً. وبعبارة أخرى، فإن أي تشويه بسبب القص عبر المقطع لن يؤخذه بعين الاعتبار. وهذا التوزيع الخطي ينطبق فقط إذا كان الإجهاد الأعظمي أقل من خضوع المادة. بالنسبة للإجهادات التي تتعدى الخضوع، يمكن الرجوع إلى مقال انحناء لدن.
تعطى معادلة أويلر-بيرنولي لانحناء جائز رفيع متحد الخواص ومتجانس ذي مساحة مقطعية عرضية ثابتة خاضع لحمل مستعرض {\displaystyle mq(x)\,} بالعلاقة
{\displaystyle EI~{\cfrac {\mathrm {d} ^{4}w(x)}{\mathrm {d} x^{4}}}=q(x)}
حيث {\displaystyle E} معامل يونغ، {\displaystyle I} عزم عطالة المساحة للمقطع العرضي، و {\displaystyle w(x)\,} انحراف المحور المتعادل للجائز أو العارضة.
بعد إيجاد الحل لمقدار إزاحة الجائز يمكن حساب كل من عزم الانحناء ({\displaystyle M}) وقوة القص ({\displaystyle Q}) من العلاقة:
{\displaystyle M(x)=-EI~{\cfrac {\mathrm {d} ^{2}w}{\mathrm {d} x^{2}}}~;~~Q(x)={\cfrac {\mathrm {d} M}{\mathrm {d} x}}}